# 1457 Ankara
1457 Ankara (1937 PA) là một tiểu hành tinh vành đai chính được phát hiện ngày 3 tháng 8 năm 1937 bởi Karl Wilhelm Reinmuth ở Heidelberg. Nó được đặt theo tên the Turkish capital Ankara.